# Câu Tiễn
Câu Tiễn (chữ Hán: 越王勾踐; trị vì 496 TCN - 465 TCN) là vua nước Việt (ngày nay là Thượng Hải, bắc Chiết Giang và nam Giang Tô) cuối thời kỳ Xuân Thu trong lịch sử Trung Quốc, một trong Ngũ Bá.